# Quận Mathews, Virginia

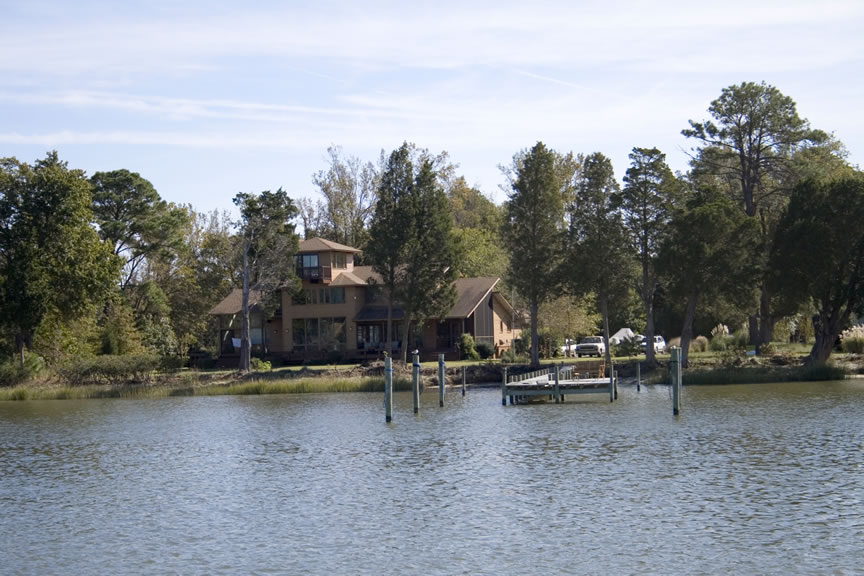
Quang cảnh ở quận Mathews

Quận Mathews là một quận thuộc tiểu bang Virginia, Hoa Kỳ.
Quận này được đặt tên theo. Theo điều tra dân số của Cục điều tra dân số Hoa Kỳ năm 2000, quận có dân số 9207 người. Quận lỵ đóng ở Mathews6.

## Địa lý
Theo Cục điều tra dân số Hoa Kỳ, quận có diện tích 653 km2, trong đó có 430 km2 là diện tích mặt nước.